# Sex de la Sarse
Sex de la Sarse är en bergstopp i Schweiz. Den ligger i distriktet Aigle och kantonen Vaud, i den sydvästra delen av landet, 70 km sydväst om huvudstaden Bern. Toppen på Sex de la Sarse är 1 625 meter över havet.